# Sérgio dos Santos Coelho
Sérgio dos Santos Coelho, mais conhecido como "Sérgio Bicho Solto", é o criador de dois esportes praticados ao ar livre, o surfe de montanha, e o surfbol.
Em 1972, o carioca Sérgio resolveu radicalizar, ao largar a prancha na praia e trocar as ondas pela encosta de uma montanha. Foi quando ele desceu a toda velocidade aplicando manobras iguais as que fazia na água. Nascia assim um dos esportes mais radicais, de origem 100% nacional: o surf de montanha, ou como querem chamar alguns praticantes, o surf de pedra.
Já o surfbol, criado em 1977, é um misto de polo aquático e bodyboard.